# Gouvernement Japarov IV
Pour les articles homonymes, voir Gouvernement Sadyr Japarov.
République kirghize
S. Japarov III 
Le gouvernement Sadyr Japarov IV est le gouvernement de la République kirghize depuis le 18 décembre 2024.

## Historique

### Formation
Le 16 décembre 2024, Japarov démet le gouvernement Sadyr Japarov III dirigé par Akylbek Japarov suite à des scandales de corruption dans les services de taxation du pays, Adylbek Kasymaliev assure l'intérim. Deux jours plus tard, un nouveau gouvernement gouverné par Kasymaliev est annoncé.
Il est dirigé par le président de la République Sadyr Japarov.

## Composition
- Par rapport au gouvernement Sadyr Japarov III, les nouveaux ministres sont indiqués en gras, ceux ayant changé d'attributions en italique[2],[3].

| Poste | Titulaire | Titulaire              | Parti      |
| --- | --------- | ---------------------- | ---------- |
| Président de la République                                                                                                  |           | Sadyr Japarov          | Mekenchil  |
| Président du Cabinet des ministres Chef de cabinet de la présidence de la République                                        |           | Adylbek Kasymaliev     |            |
| Premier vice-président du Cabinet des ministres                                                                             |           | Daniyar Amangeldiev    |            |
| Vice-président du Cabinet des ministres Ministre des Resources hydrauliques, de l'Agriculture et de l'industrie alimentaire |           | Bakyt Torobaev         |            |
| Vice-président du Cabinet des ministres Chargé des Affaires sociales                                                        |           | Edil Baisalov          |            |
| Vice-président du Cabinet des ministres Président du comité pour la Sécurité nationale                                      |           | Kamtchybek Tachiev     | Mekenchil  |
| Ministre des Affaires étrangères                                                                                            |           | Jeenbek Kulubaev       |            |
| Ministre de la Justice |           | Ayaz Baetov            |            |
| Ministre de la Défense |           | Baktybek Bekbolotov    |            |
| Ministre des Finances |           | Almaz Baketaev         |            |
| Ministre de l'Économie et du Commerce                                                                                       |           | Bakyt Sydykov          |            |
| Ministre du Développement numérique                                                                                         |           | Nuria Kutnaeva         |            |
| Ministre des Affaires internes                                                                                              |           | Ulan Niyazbekov        |            |
| Ministre de l'Éducation et de la Science                                                                                    |           | Dogdurkul Kendirbaeva  |            |
| Ministre du Travail, de la Sécurité sociale et de la Migration                                                              |           | Ravshanbek Sabirov     |            |
| Ministre du Transport et des Communications                                                                                 |           | Absattar Syrgabaev     |            |
| Ministre de l'Énergie |           | Taalaibek Ibraev       |            |
| Ministre des Situations d'urgence                                                                                           |           | Boobek Azhikeev        |            |
| Ministre de la Culture, de l'Information et du Tourisme                                                                     |           | Altynbek Maksutov      |            |
| Ministre de la Santé et du Développement social                                                                             |           | Alymkadyr Beichenaliev | Mekentchil |
| Ministre des Ressources naturelles, de l'Écologie de la Supervision technique                                               |           | Meder Mashiev          |            |